# Fusión de protoplastos
La fusión de protoplastos es una técnica de biología en la cual se produce la fusión de las membranas de dos o más células dando lugar a un híbrido somático. La técnica es ampliamente empleada para introducir variabilidad en las cepas de interés biotecnológico. Típicamente se realiza mediante protoplastos vegetales, esto es, células vegetales desprovistas de pared celular, si bien también puede efectuarse empleando otros taxones, como algunos hongos.
En biotecnología vegetal, la fusión de protoplastos se emplea en programas de mejora; un ejemplo es la generación de poliploides, generalmente más productivos. Para ello la metodología consiste en aplicar pulsos eléctricos a células en suspensión (electroporación) o inducir la desorganización de las membranas empleando polietilenglicol. Esta técnica, pese a mezclar el contenido genético de dos líneas distintas, no está considerada ingeniería genética, pues en su ejecución no se emplea la tecnología del ADN recombinante.